# ليو كونيجسبيرجر
ليو كونيجسبيرجر (بالألمانية: Leo Koenigsberger)‏ (15 أكتوبر 1837 - 15 ديسمبر 1921) عالم رياضيات ألماني ومؤرخ للعلوم . وهو معروف بسيرته المكونة من ثلاثة مجلدات هيرمان فون هيلمهولتز، والتي لا تزال المرجع القياسي في هذا الموضوع.